# سپاه ۳۰ (بریتانیا)
سپاه سی‌ام بریتانیا (انگلیسی: XXX Corps) سپاه پیاده‌نظام نیروی زمینی بریتانیا بود، که در سال ۱۹۴۱ تأسیس شد و در سال ۱۹۴۵ منحل گردید.
سپاه ۳۰ سپاهی از ارتش بریتانیا در طول جنگ جهانی دوم بود. این سپاه در سپتامبر ۱۹۴۱ در صحرای غربی تشکیل شد. این سپاه خدمات گسترده‌ای را در نبرد شمال آفریقا ارائه داد و بسیاری از واحدهای آن در نبرد دوم العلمین در اواخر ۱۹۴۲ در حال نبرد بودند. سپس در نبرد تونس شرکت کرد و در طول حمله متفقین به سیسیل در سال ۱۹۴۳، جناح چپ را تشکیل داد.
این سپاه برای مدت کوتاهی به بریتانیا بازگشت؛ سپس در حمله متفقین به نرماندی در ژوئن ۱۹۴۴ خدمت کرد. در سپتامبر ۱۹۴۴، این سپاه، گروه گاردن (زمین‌های مرزی) از عملیات مارکت گاردن را تشکیل داد. به دلیل شکست گروه مارکت (هوابرد) در تصرف پل در نیمخن، سپاه سی‌ام خیلی دیر به پل بعدی (۲۵ کیلومتری (۱۶ مایلی)) و نهایی آرنهم رسید که عملاً منجر به از دست رفتن لشکر اول هوابرد بریتانیا در نبرد طولانی آرنهم شد. سپاه ۳۰ به خدمت خود در هلند و سرانجام در عملیات وریتیبل در آلمان تا ماه مه ۱۹۴۵ ادامه داد.